# Хронологія видобутку нафти і газу та розвитку світової нафтової промисловості
Хронологія видобутку нафти і газу та розвитку світової нафтової промисловості
6-5 тис. років до н. е. — найдавніші ознаки використання нафтопродуктів були виявлені археологами в середній і нижній течії Тигру та Євфрату (території сучасного Іраку, Ірану, Кувейту). Шумери використовували загустілі продукти нафтового вивітрювання (бітум, асфальт), що виступали на поверхні землі, здебільшого як будівельний матеріал. Його додавали до суміші глини, піску й гравію, з якої робили цеглу підвищеної міцності. Ним же скріплювали кам'яні мури (бітумна в'язка), покривали дороги (по суті це були перші асфальтові дороги в історії людства), укріплювали береги штучних водойм а також обмазували днища човнів, забезпечуючи таким чином їх водонепроникність. Рідку нафту (як паливо світильників) широко застосовували для освітлення приміщень. Нафту жителі Межиріччя вважали цілющою — бітумними мазями лікували нариви, коросту, ваннами у нафтових купелях намагалися позбутися болів у суглобах.
3 тис. років до н. е. — жителі Близького Сходу починають використовувати нафту як паливо та для виготовлення будівельних матеріалів (бітуму й асфальту); нафту збирають із поверхні відкритих водойм. Найдавніші письмові згадки використання нафтопродуктів у Месопотамії спостерігаємо у шумерському «Епосі про Гільгамеша» і «Епосі про Атрахасиса», створених у 3-2 тис. до н. е. на глиняних табличках викладена історія всесвітнього потопу й порятунку людей у дерев'яному човні-ковчезі, обсмоленому асфальтом.
Середина 2 тис. до н. е. — у Давньому Китаї нафту застосовували для освітлення, як ліки, мастилоє.
У VI ст. до н. е. — на Апшеронському півострові на західному узбережжі Каспійського моря (нині Азербайджан) відкрили нафту.
VI ст. до н. е. — імперія Ахеменідів (існувала в VI—IV ст. до н. е., в даний час — Іран), використовує Апшеронська нафту як зброю для вторгнення в замки і міста.
IV ст. до н. е. — Плутарх у хроніці завоювань Олександра Македонського описав, як воїни цього полководця вперше побачили в Прикаспії нафту. Це була, за словами літописця, густа і жирна рідина.
III ст. до н. е. — відкриті славетні нафтові родовища на півночі Шеньсі (Центральний Китай). У тогочасних китайських літописах (зокрема в «Історії другої Ханської династії», написаної в V ст.) нафта названа «палаючою водою». Серед іншого тут повідомляється, що в повіті Янчан нафта прорвалася в озеро й збирали її з човнів, черпаючи з водної поверхні; у провінції Ганьсу фонтанувало джерело жирної як олій води, яка горіла яскравим полум'ям.
Період від 800 року до н. е. до 600 року н. е. у античному світі (регіоні Середземного моря) — мислителі Геродот, Теофраст, Пліній, Плутарх, Діоскорид у своїх творах описували родовища нафтопродуктів, їх властивості та застосування. Зокрема Геродот описав родовища бітуму на острові Занті, а Діоскорид — родовища Сицилії, нафта з яких називалася «сицилійським маслом» і широко застосовувалася в освітлювальних лампах. З праць Вітрувія ми дізнаємося щодо родовищ рідкісних бітумів-нафт у Індії, Ефіопії, Карфагені, Аполлонії та Сирії. Давньогрецький лікар Гіппократ залишив багато медичних рецептів, в яких нафта змішувалася з салом, сіркою, вином та іншими речовинами. Пліній зазначав, що під час облоги давнього міста Лукулла, його мешканці для свого захисту виливали з фортечних мурів палаючу нафту на загарбників.
450 рік до н. е. — давньогрецький історик Геродот описав ями з нафтою поблизу Вавілона.
325 рік до н. е. — Олександр Великий використовує нафту як джерело енергії в палаючих факелах для відлякування ворогів.
III ст. до н. е. — у енциклопедії Юлія Африканця описано мистецтво застосування нафти у військовій справі. Подано рецепт для виготовлення самозапалювального вогню, до складу якого входив «гірський рідкий дьоготь».
100 рік. — давньогрецький філософ Плутарх описав горючий продукт з землі біля Кіркука (в даний час Ірак).
347 рік — у Китаї вперше пробурили нафтові свердловини; трубами були використані бамбукові стовбури.
673 рік — візантійські джерела описують застосування нафти у військовій справі. Згідно з історичними хроніками, у 673 р. по Христу під час арабської облоги Царгорода (Константинополя), коли флот арабів підійшов до міста, візантійці вилили в море величезну кількість горючої нафтовмісної суміші й запалили її. Вогонь швидко поширився поверхнею моря й охопив судна ворога. У такий спосіб візантійці знищили флот арабів і здобули перемогу.
У VIII ст. — в Баку люди використовували просочену нафтою землю для опалення за відсутності деревини.
VIII—XIII ст. — численні письмові згадки Апшерону в арабських вчених (Баладзорі, Масуді, Істахрі-Абу, Абу-Дулаф, Бекран та ін.), які описували самовилив нафти на поверхню та ранній колодязний видобуток на Апшеронському півострові.
У IX ст. — арабський мандрівник Ахмед аль-Белазурі описав в «Завоювання країн» що політичне та економічне життя на Абшероні давно пов'язано з мастилом (нафтою).
У X ст. — арабський мандрівник Абу Дулафа відвідує й описує Апшерон з нафтовими джерелами і зазначає, що існують два основних джерела чорно-білої речовини. Біле мастило експортували в Іран, Ірак, Індію як цінний товар.
941 рік — «грецький вогонь», до складу якого входила нафта застосований проти військ Київського князя Ігоря в його невдалому морському поході на Царгород (941 р.). Київський літопис «Повість временних літ».
У XII ст. — унікальне лікарське мастило із Нафталана (Азербайджанський район), було використано для лікування різних проблем зі здоров'ям. Його перевозили в міхах через територію сучасної Грузії до берегів Чорного моря, а звідти в інші країни світу.
1248—1254 рр. — Жан де Жуанвіль, хронікер сьомого хрестового походу, проведеного французьким королем Людовиком IX у 1248—1254 рр., описав дію грецького вогню, до складу якого входила нафта.
1264 рік — італійський мандрівник Марко Поло, проїжджаючи територією сучасного Азербайджану, відзначив у щоденнику, як місцеві жителі збирали нафту, що просочується із землі для використання в медицині й освітленні. Приблизно в цей же час нафтою почали торгувати.
1440 рік — перша згадка про нафту на території Молдови.
9 березня 1489 польський король Казимир видав майстрові з Кракова Швальпольту Фіолю привілей на винайдену ним машину для відпомповування води з шахт. Насос був призначений для свинцевих рудників в Олькуші. Згодом його принцип дії застосований і у помпах при видобуванні нафти.
1500 рік — мастило, що просочується в Карпатських горах в Польщі було використано для освітлення у вуличних ліхтарях в польському місті Кросно.
1517 рік — перша згадка про нафту на території Волощини (нині Румунія).
XVI ст. — м. Дрогобич отримало привілей на освітлення вулиць «скельним олієм». В писемних європейських джерелах зафіксована староукраїнсь¬ка назва нафти «ропа, нафтова ропа, скельний олій». У XVII ст. видано перший урядовий документ — «Декрет Дворової палати» до Гірничого суду в Дрогобичі, що визнавав ропу за мінерал. Нафтопрояви в Українських Карпатах місцеве населення спостерігало з давніх-давен, що позначилося на топонімах, які походять від автохтонної назви нафти — ропа: Роп'янка, Ріпне, Ропиця та ін. (Іваницький Є., Михалевич В. Історія Бориславського нафтопромислового району в датах, подіях і фактах. — Дрогобич: Добре серце, — 1994.)
1568 рік — під спонсорством англійців Томаса Банністера і Джеффрі Дакетта, англійська торгова компанія, що має монополію на торгівлю з Росією відвідала Азербайджан і писала про Бакинську нафту.
1594 рік — Аллахяр Магомед вручну вирив нафтову свердловину (колодязь) 35 метрів в Баку (в селищі Балахани).
1618 рік — італійський мандрівник П'єтро Делла Валле говорив про велику кількість мазуту навколо Баку. Це було дешеве паливо, яке щороку приносить великі доходу шахові.
1618 рік — у найвизначнішій праці українського енциклопедиста Памво Беринди —друкований український словник «Лексіконъ славенорωсскїй альбо Именъ тлъкованїє», що створена у Києві, подано тлумачення терміна «нафта»: «Нафта — смола, алой…, смердючий камінь. Нафтою смердить колодязь за морем Фалинським…» (стор. 224).
1637 рік — історія нафти зазначає, що Бакинська речовина позначається як страшна зброя в списку акцій Московської держави.
1647 рік — Турецький мандрівник Евлія Челебі аналізує і детально описує нафтові родовища в Баку. За його даними нафта Баку приносила 7000 туманів річного доходу казначейству шаха і експортувалася в Персію, Середню Азію, Туреччину й Індію.
1666 рік — голландський мореплавець і мандрівник Ян Страус, перебуваючи в полоні в Персії і відвідавши Азербайджан намалював карту Каспійського моря і писав у своїй роботі під назвою «Подорож», що там були колодязі, побудовані з камінням усередині і з білим і чорним мастилом на поверхні (нині — Сіазанський район Азербайджану).
1711 р. — зафіксовано видобуток нафти на старовинному українському промислі Слобода Рунгунська, Прикарпаття.
1723 рік — Московський цар Петро І (1672—1725 рр.) випускає спеціальні укази про порядок видобутку нафти. В листі до генерал-майора Майкла Матюшкіна, який координує Баку, він зажадав направити «одну тисячу пудів білого мастила або шукати можливість збільшення виробництва як можна більше» (Перська кампанія (1722—1723) Петра І на східне узбережжя Каспійського моря приєднала Баку і Дербент до Росії).
1739 рік — німецький а згодом російський натураліст і фізіолог академік Йосія Вейтбрехт видає трактат «про нафту», який містить багато даних про нафту Апшерона.
1741 рік — директор російсько-торгової компанії Іонас Хануей досліджував стан нафтових родовищ Баку і в 1754 році в Лондоні опублікував «Історичний нарис про англійську торгівлю в Каспійському морі».
1771 рік — початок промислового видобування нафти в Карпатах (Коломийщина).
1771 рік — учений, природознавець-мандрівник, академік Самуїл Гмелін (1745—1774 рр.) відвідує Баку і підтверджує, що біле мастило сублімоване для виробництва гасу і описує техніку видобутку через свердловини.
1781 рік — Марко Войнович (1750—1807 рр.), начальник Каспійської експедиції, знаходить ознаки горючої речовини і газу на дні Каспійського моря недалеко від острова Жилого поблизу Апшеронского півострова. У 1781—1782 рр. Войнович намітив детальну карту Східної частини Каспійського моря.
На початку XIX ст. нафтові поклади було відкрито в смузі від Добромиля через Дрогобич до Кут і далі до Румунії.
1803 рік. — перший промисловий видобуток нафти і в Бібі-Ейбатській затоці Каспійського моря (Азербайджан) з двох колодязів на відстані 18 і 30 метрів від берегової лінії. Перші нафтові промисли на родовищі в морі припинили існування в 1825 році, коли величезний шторм зруйнував усі свердловини в Каспійському регіоні.
1807 рік — вулиці Лондона почали освітлюватися продуктами вуглеводню.
1814 рік — одна з перших свердловин для видобутку нафти, яка була пробурена біля Марієтта, штат Огайо. Спочатку свердловину було пробурено для видобутку мінералізованої води, а нафта була марним побічним продуктом, який потім почали використовувати. Свердловина мала глибину 150 метрів і давала близько одного бареля палаючої речовини за тиждень вартістю 10 — 15 центів за літр.
1816 рік — започатковано газову промисловість США, утворення газової компанії Балтимор, почалося застосування природного газу.
1818 рік — в Південно-Східному штаті Кентуккі почалося видобування нафти. До 1820 року нафта з колодязя відвантажувалась в Європу, а також в деякі інші південні штати. Таким чином американський підприємець Бітті першим почав видобування нафти в Північній Америці.
1821 рік — перша румунська свердловина на нафту. Одержала незначні припливи флюїду.
1836 року — вперше академік Гесс досліджував природний газ Апшерону і визначив його склад.
1837 рік — перші спроби розробки нафтових сланців у Франції, шахти були закриті у 1957 році.
1837 рік — гірничий інженер Микола Воскобойников розробив проект збудував перший нафтопереробний завод на Апшероні (в Балаханах), удосконалив систему зберігання й випускання нафти, запропонував відкачку нафти з колодязів помпами, винайшов вентилятори й «дихальний снаряд» для чистильників колодязів.
1848 рік — намісник Кавказу князь М. Воронцов повідмив, що на Бібі-Ейбаті (Апшерон) пробурена перша свердловина, яка вийшла на нафту.
1846 рік — в Баку пробурена перша свердловина ударними інструментами на глибину 21 метр для розвідки нафти.
1848 рік — у Дрогобичі почав працювати завод Шрайнера й Герца по перегонці нафти.
1849 рік — канадський геолог Аврахам Геснер уперше одержав гас шляхом перегонки сирої нафти.
1853 рік — у Львові винайдено гасову лампу для освітлення місцевими аптекарями Яном Зегом та Ігнатієм Лукасевичем.
1853 рік — Австрійське цісарське бюро патентів видало львівському винахіднику Іванові Зеху патент на спосіб очищення нафтових дистилятів. Перша така лампа — з нафтовим дистилятом, як паливом, публічно спалахнула і засвітилася 30 березня 1853 р. у Львові в аптеці Петра Міколяша, а потім 31 липня 1853 р. у львівському шпиталі де вночі, цього ж дня, за допомогою освітлення нафтових ламп, була вперше у світі проведена складна хірургічна операція лікарем Заорським пацієнтові Владиславові Холецькому. Відтоді почалося використання в різних технічних цілях як самого нафтового дистиляту, так і інших продуктів переробки нафтової ропи.
1853 рік — львівським винахідником Іваном Зехом разом з магістром фармації Ігнацієм Лукасєвичем із озокериту виділено парафін для виробництва свічок (патент від 23.11.1853 р.).
1854 рік — почали розробляти Бориславське нафтогазове родовище. Нафтові ями тут розміщували переважно вздовж р. Тисмениці.
1857 рік — перше буріння нафтових свердловин на північний схід від Бухареста на румунському боці Карпат.
1857 рік — в місті Плоешть, в 60 км на північ від Бухареста, був побудований перший в світі нафтопереробний завод. У тому ж році в Румунії була вперше в світі офіційно зареєстрований перша промисловий видобуток нафти — 275 тонн.
1858—1959 роки — нафту почали добувати в Північній Америці (провінція Онтаріо, Канада), потім у США; перша свердловина глибиною 21 метр пробурена в штаті Пенсильванія (США).
1859 рік — у Дрогобичі збудовано першу вітчизняну нафтоперегінну установку.
1859 рік — початок видобування нафти в Німеччині, Вітце.
1860 рік — початок видобування нафти в Італії.
1861 рік — вперше доставлено нафту на експорт з Пенсильванії (США) в Лондон на вітрильному кораблі «Елізабет Воттс».
1862 рік — у Франції запатентовано чотиритактний двигун внутрішнього згоряння, що працює на нафтопродуктах.
1863 рік — почала працювати нафтоперегінна установка у Болехові.
1863 рік — Джон Девісон Рокфеллер заснував нафтопереробну компанію в Клівленді.
1865 рік — в Бориславі функціонувало близько 5 тис. ям глибиною 35—40 м. Добова продуктивність однієї копанки досягала 130—140 кг. У 1855—1865 рр. вартість щорічного видобутку нафти та озокериту в Галичині оцінювалася в 15 млн золотих. У 1865 р. за межі Галичини вивезено 150 т нафти.
1865 рік — початок видобування нафти на Кубані.
1866 рік — початок постійної промислової переробки нафти у Дрогобичі (завод Готліба, де працювало 200 робітників).
1870 рік — Джон Рокфеллер створює компанію Standard Oil. До 1877 року компанія контролює 90 % нафтовидобутку в США. Політика Standard Oil привела до прийняття в США антимонопольного законодавства. В 1911 році Верховний суд США ухвалив розділити Standard Oil на 39 дрібних компаній.
1870 рік — видобуток нафти у Бориславі досяг 10,6 тис. т. Тут діяло близько 800 дрібних підприємств, на яких працювало майже 10 тис. робітників. Розширюється нафтовидобуток і на Станіславщині.
1871 рік — в Слободі Рунгурській, що біля Печеніжина, Українське Прикарпаття, закладено шахту, яка давала нафту.
1872 рік — початок видобування нафти в Японії (острів Хондо).
1872 рік — початок видобування нафти в Росії (Ухта).
1874 рік — прокладений перший масштабний нафтопровід, довжина якого сягала 90 км, діаметр труби — 100 мм, через нього проходило 7500 барелів нафти в день. Нафтопровід поєднував Пенсильванію в Піттсбург.
1877 рік — початок видобування нафти у Грузії (Малі Шираки).
1878 рік — пробурено першу нафтову свердловину на озері Маракайбо, Венесуела.
1880 рік — початок видобування нафти в Алжирі.
1880 рік — початок видобування нафти на Кубі.
1881 рік — початок видобування нафти у Франції.
1881 рік — перша в світі книга про нафту «Петролеул», написана румуном Куку Старостеску.
1882 рік — відкрився нафтоперегінний завод побудовано в Печеніжені (500 робітників).
1882 рік — початок видобування нафти у Мексиці.
1882 рік — початок видобування нафти в Туркменистані (Небітдаг).
1885 рік — початок видобування нафти у М'янмі.
1885 рік — виявлено нафту на острові Суматра (зараз Індонезія).
1886 рік — Карл Бенц і Вільгельм Даймлер створили автомобіль, що працював на бензиновому двигуні. Раніше бензин був побічним продуктом, що утворювався при виготовленні гасу.
1886 рік — у Бориславі розпочато буріння свердловин механічним ударним способом. Пробурено перших 9 свердловин з добовим дебітом 4 т.
1888 рік — початок видобування нафти в Індії (Дігбой).
1893 рік — у Бориславі вперше розпочато буріння свердловин канатним способом. Вже у 1894 р. перші свердловини дали до 150 т. нафти на добу. Свердловинний спосіб видобутку повністю витісняє колодязний. Глибина свердловин досягає 800 м і більше. Деякі свердловини дають фонтани до 3 тисяч т. нафти на добу з глибини понад 1000 м.
1893 рік — пробурено першу свердловину в Лос-Анджелесі, США.
1895 рік — розпочався видобуток бітуму з бітумного піску з використанням гарячої води в Каліфорнії, США.
1895 рік — винайдено дизельний двигун внутрішнього згоряння.
1896 рік — Генрі Форд починає масове виробництво автомобілів у США. Розвиток автомобілебудування спричинив бурхливе зростання автозаправного бізнесу. Нафту стали розглядати насамперед як сировину для виробництва бензину.
1903 рік — перший політ літака братів Райт з двигуном на паливі з нафтопродуктів.
1904 рік — найбільшими країнами виробниками нафти є США, Росія, Індонезія, Австро-Угорщина, Румунія, Індія.
1904 рік — у Бориславському нафтовому районі було видобуто 562 тис. т нафти.
1908 рік — відкрито перші нафтові родовища в Персії (Іран). Для їх розробки створено Англо-Перську нафтову компанію (Anglo Persian Oil), пізніше — British Petroleum.
1908 рік — фірма «Холендерський нафтовий синдикат» побудувала унікальну свердловину «Ойл-Сіті» (Бориславське нафтове родовище). 13 червня вона дала нафту з глибини 1016 м. Дебіт свердловини зростав до 3000 т нафти на добу, що було максимальним видобутком на одну свердловину.
1909 рік — у Бориславському нафтовому районі було видобуто понад 1,9 млн т. нафти.
1910 рік — в українському Прикарпатті було збудовано бориславською фірмою «Камілла» перший 700-метровий газопровід. Його проклали з промислу «Клаудіуш» до Дрогобича, завдяки чому топки дрогобицьких нафтопереробних заводів перевели на газ.
1910 рік — перше відкриття нафти в Мексиці в Тампіко на узбережжі Мексиканської затоки.
1914—1918 роки — під час Першої світової війни уперше воєнні дії велися в тому числі і з метою одержання контролю над родовищами нафти.
1916 рік — створено військово-морські резерви нафти в сланцях в Колорадо і Юта, США.
Після 1919 р. — на Прикарпатті створили ряд акціонерних товариств з видобутку й переробки нафти: «Малопольське нафтове товариство», «Польська спілка з реалізації нафти», фірми «Борислав», «Вакуум», «Карпати», «Франко-Полонія» та ін. Господарями цих товариств та фірм були американські, англійські, французькі та німецькі підприємці.
1931 рік — засновано Міжнародний газовий союз (МГС) — The International Gas Union (IGU).
1932 рік — родовища нафти виявлено в Бахрейні.
1933 рік — Саудівська Аравія надала концесію по нафті американській нафтовій компанії Standard Oil of California.
1933 рік — Техас-компанія представила першу баржу для буріння, яку було використано в штаті Луїзіана.
1933 рік — засновано Світовий нафтовий конгресс.
1934 рік — почалось освоєння морського родовища на Каспійському морі шляхом будівництва металевих платформ для буріння свердловин.
1938 рік — Мексика націоналізує іноземні нафтові компанії. Всі активи перебувають під контролем мексиканської державної нафтогазової та нафтохімічної компанії.
1938 рік — родовища нафти виявлено в Кувейті і Саудівській Аравії.
1938 рік — на Галичині діяло близько 40 нафтопромислів, 4100 свердловин.
Після 1939 р. — промислові підприємства нафтогазоозокеритової галузі на Українському Прикарпатті були націоналізовані і підпорядковані тресту «Укрнафтовидобуток» (управління в Бориславі).
1939—1945 роки — під час Другої світової війни контроль над родовищами нафти в Румунії, Закавказзі і на Близькому Сході був найважливішою частиною стратегії нафтозалежних країн.
1942 рік — Японія вторглася до Індонезії з метою доступу до її нафтових запасів.
1942 рік — побудовано перший магістральний газопровід «Теннессі» (США). Діаметр цього газопроводу близько 600 мм, довжина основного газопроводу 3300 км.
1948 рік — в Саудівській Аравії виявлено найбільше в світі нафтове родовище (близько 80 млрд барелів).
1950 рік — утворено національну компанію Саудівської Аравії Saudi Aramco, яка в наш час є найбільшою за показником видобутку нафти і розміром нафтових запасів.
1951 рік — націоналізовано Англо-Іранську нафтову компанію.
1951 рік — уперше в історії США нафта стала основним джерелом енергії, відтіснивши на друге місце вугілля.
1954 рік — перейменовано Англо-Перську нафтову компанію в Брітіш Петролеум.
1956 рік — під час Суецької кризи після вторгнення англо-французьких військ у Єгипет світові ціни на нафту за короткий час виросли вдвічі.
1956 рік — виявлено нафту в Нігерії та Алжирі.
1956 рік — американський геофізик Кінг Хабберт створив модель відомих запасів і припустив, що видобуток нафти в материковій частині США досягне піку між 1965 і 1970 роками і що світовий видобуток досягне піку у 2000 році. Він же ввів термін «Пік нафти».
1957 рік — у Плоєшті (Румунія) відкритий Музей нафти, коли у Румунії святкували сторіччя національної нафтової промисловості.
1959 рік — природний газ виявлено в Нідерландах.
1959 рік — перша спроба створити міжнародну організацію країн-експортерів нафти — Арабський Нафтовий Конгрес: в Каїрі укладено джентльменську угоду про спільну нафтову політику.
1960 рік — у Багдаді (Ірак) утворено Організацію держав-експортерів нафти (ОПЕК/OPEC). Її засновниками стали Іран, Ірак, Кувейт, Саудівська Аравія і Венесуела.
1964 рік — запущено проект сланців у штаті Колорадо (США) для видобування нафти із щільних гірських порід.
1967 рік — відкрито великі канадські нафтоносні піски та розпочато розробку бітумінозних пісків на північ від Форт-Макмюррей, Альберта Канада. Перше комерційне виробництво на найбільших нафтових ресурсах в світі.
1968 рік — нафту виявлено на північному схилі Аляски, США.
1971 рік — перша міжнародна домовленість про погоджене підвищення цін на нафту: Лівія, Саудівська Аравія, Алжир, Ірак домовилися підняти ціни на нафту з $ 2,55 до $ 3,45 за барель.
1971 рік — країни ОПЕК починають націоналізацію нафтових активів: Лівія націоналізує концесії.
1971 рік — у США видобуток нафти досягнув свого піку.
1972 рік — Ірак націоналізує концесію (договір).
1973 рік — Іран націоналізує нафтові активи.
1973 рік — внаслідок військового конфлікту між Сирією і Єгиптом та Ізраїль, на боці якого виступили США, арабські країни — експортери нафти, припинили експорт, накрутивши світові ціни з $2,9 до $11,65 за барель.
1975 рік — націоналізовано Венесуельську нафтову промисловість.
1975 рік — перший видобуток нафти з Північного моря.
1977 рік — завершено будівництво нафтопроводу на Аляску.
1979—1981 роки — внаслідок низки політичних подій (ісламська революція в Ірані, прихід до влади Саддама Хусейна, напад Іраку на Іран) ціни на нафту за два роки зросли з $ 13 до $ 34 за барель.
1980 рік — саудівці викупили компанію Saudi Aramco у американських нафтових компаній розуміючи, що нафта основне джерело енергії.
1982 — перші квоти на нафту країн ОПЕК.
1986—1987 роки — «Танкерна війна» між Іраком і Іраном на якій знищуються нафтопромисли і нафтові танкери в Перській затоці. США створюють міжнародні сили з охорони комунікацій у Перській затоці.
1990 рік — світові ціни на нафту виросли вдвічі і досягли $ 36 за барель внаслідок захоплення Іраком Кувейту та введення санкції ООН проти Іраку.
1991 рік — світові ціни на нафту різко впали після того як на підпалених в Кувейті нафтових свердловинах було погашено пожежі після його звільнення.
1993 рік — уперше в історії США імпортували більше нафти, ніж видобули.
1997 рік — Катар відкриває перший в світі значний експорт зрідженого природного газу.
1998 рік — світові ціни на нафту різко знизилися з $ 20,29 до $ 11 за барель внаслідок великомасштабної економічної кризи в Азії.
1998 рік — схвалено 50-річний мораторій на розвідку і видобуток нафти в Антарктиці.
2000 рік — Росія опустилася на третє місце за обсягами видобутку нафти, уступивши першу і другу позиції Саудівській Аравії і США.
2002 рік — будівництво трубопроводу з Баку в Середземномор'я.
2003 рік — світові ціни на нафту виросли до $ 30 за барель внаслідок війни в Іраку, страйку у Венесуелі та руйнівного урагану у Мексиканській затоці.
2004 рік — ціни на нафту досягли $ 40 за барель через проблеми США в Іраку і збільшення споживання нафтопродуктів у Китаї, що вперше почав імпортувати нафту; до п'ятірки найбільших світових імпортерів нафти входять США, Японія, Південна Корея, Німеччина, Італія.
2005 рік — середньосвітові ціни на нафту перевищують $ 50 за барель; Росія вводить експортне мито на нафту, прив'язану до світових цін.
2005 рік (24 липня) — Іран та Ірак підписують спільну нафтову торговельну угоду.
2005 рік (29 серпня) — нафта досягає ціни $ 70,80 за барель.
2006 рік — ціна нафти виростає до $ 60 за барель внаслідок заяв Ірану про продовження робіт над ядерною програмою.
2007 рік — ціна нафти перевищує $ 90 за барель.
2008 рік (2 січня) — ціна на нафту WTI перевищує 100 доларів США за барель.
2008 рік (11 липня) — сира нафта має рекордно високий рівень $ 147,27 за барель.
2008 рік (20 листопада) — ціна на нафту падає нижче $ 50 за барель.
2009 рік (січень) — значно скорочується експорт газу через Україну до Європи внаслідок суперечки між Росією і Україною.
2009 рік (19 січня) — ціна на нафту падає до $ 34 США за барель.
2009 (1 квартал) — зниження цін на природний газ в Північній Америці викликає значне скорочення газових свердловин в Канаді і США.
2010 рік (12 жовтня) — США вводить заборону на буріння в Мексиканській затоці.
2011 рік (грудень) — видобуток природного газу США на рекордно високому рівні; внаслідок цього знизилась ціна на газ до рівня 1973 року.
2012 рік — форум країн-експортерів газу (члени: Алжир, Болівія, Екваторіальна Гвінея, Єгипет, Іран, Лівія, Нігерія, Катар, Росія, Тринідад і Тобаго, Венесуела).
2015 рік — постійні зустрічі країн ОПЕК з питання обмеження видобутку нафти.